# Zespół domów profesorskich przy ul. Libelta w Poznaniu

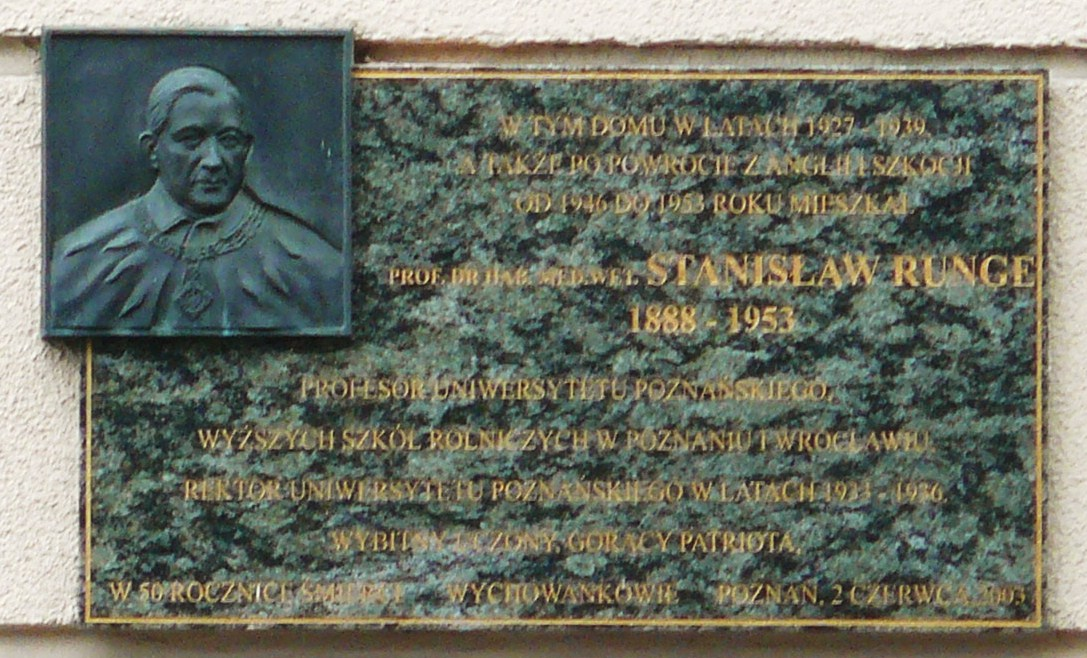
Tablica pamiątkowa Stanisława Rungego

Zespół domów profesorskich przy ul. Libelta – zabytkowy zespół mieszkaniowy, zrealizowany w Poznaniu w 1929 z inicjatywy Spółdzielni Samodzielnych Pracowników Naukowych.
Zespół jest zlokalizowany przy ul. Kościuszki 101 róg Libelta (adres brzmi: Libelta 22/24 / Tadeusza Kościuszki 101) w centrum miasta, a zaprojektowany został przez Lucjana Weicherta. Ma pięć kondygnacji i tradycyjne, klasyczne formy z oszczędnym użyciem detalu. Obiekt wpisano dokładnie w kształt parceli. Budynki zaprojektowano specjalnie dla naukowców uniwersyteckich – ze wzmocnionymi stropami pod planowane regały z książkami oraz ze specjalnymi schowkami na cenniejsze zbiory i okazy naukowe. Wszystkich zamieszkałych w budynku profesorów upamiętnia tablica znajdująca się pod nr. 22.
W lokalu numer 2 zamieszkiwał m.in. prof. Stanisław Runge, co upamiętniono stosowną tablicą.